# باشگاه فوتبال فارلی راورز
باشگاه فوتبال فارلی راورز (به انگلیسی: Farleigh Rovers Football Club) یک باشگاه فوتبال در شهر فارلی، ساری، کشور انگلستان است که در سال ۱۹۲۲ میلادی تأسیس شده‌است.